# Uszi (Armenia)
Uszi – wieś w Armenii, w prowincji Aragacotn. W 2011 roku liczyła 1617 mieszkańców.